# Floresta Primária de Faia Uholka-Shyrokyi Luh

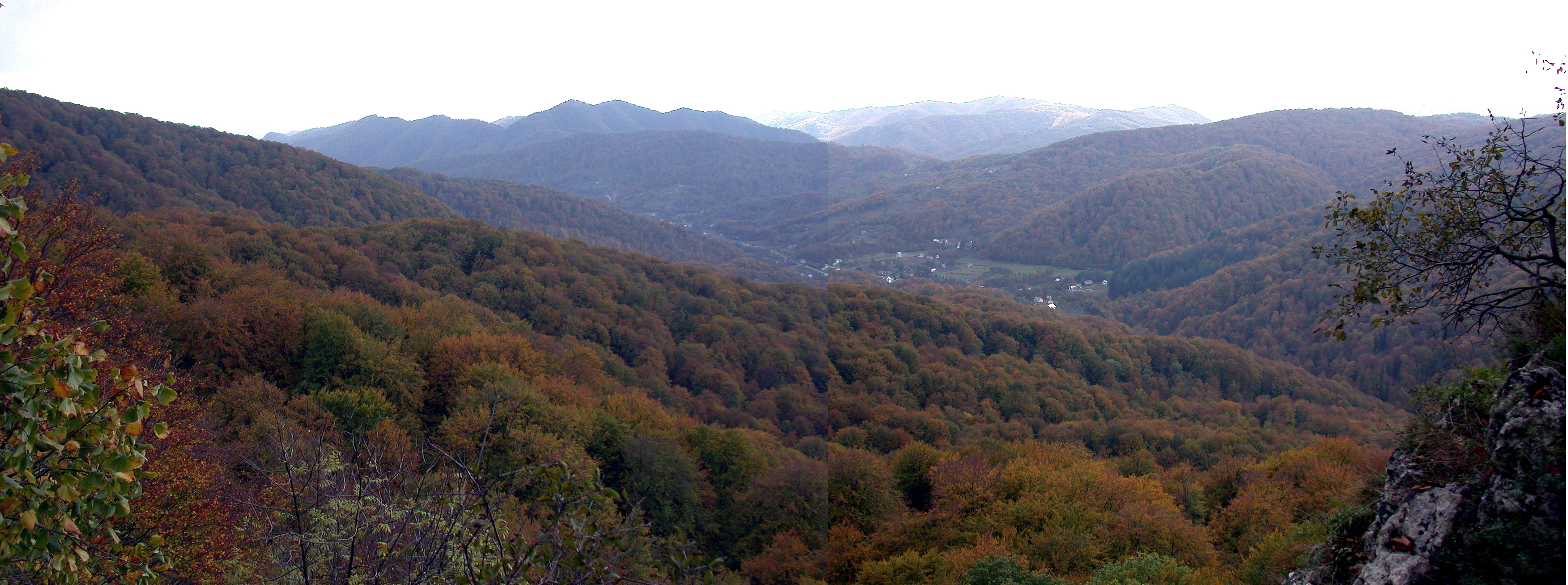
Floresta Primária de Mala Uholka

A area florestal protegida de Uholka-Shyrokyi Luh está localizada na região Transcarpatia da Ucrânia e pertence à Reserva Biosfera dos Cárpatos. É a maior floresta primária de faia (Fagus sylvatica L.) do mundo com uma area de 8800 ha. Desde 1920 que algumas partes desta floresta são protegidas. Em 1992 a floresta primária de faia Uholka-Shyrokyi Luh foi designada como Património Mundial da Unesco. Mais tarde várias outras forestas primárias e anciãs de faias da Europa foram também incluidas (em 2007 e 2011) como Património Mundial da Unesco nas Florestas (Anciãs) e Primárias de Faia dos Carpátos e outras regiões da Europa.

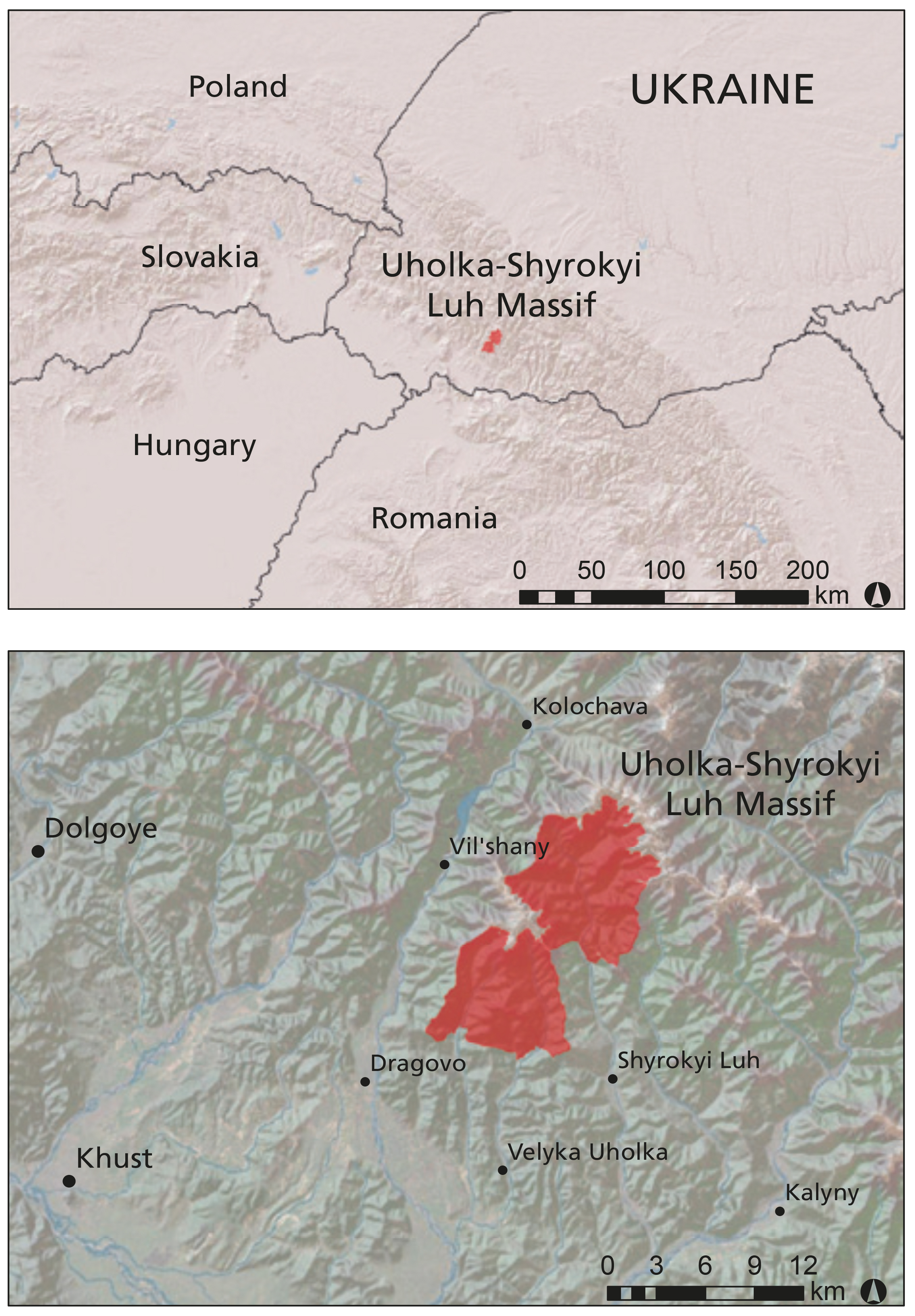
Localização da reserva Uholka [48° 16′ N, 23° 40′ W] e Shyrokyj Luh [48° 20′ N, 23° 44′ W

Como floresta primária de faia, Uholka-Shyrokyi Luh, é uma importante zona de estudo e investigação. Em 2001 foram estabelecidos 10ha (200 x 500m) de área de estudo em Mala Uholka como parte de um projecto Suiço-Ucraniano de investigação e em 2010 foi desenvolvido um inventário estatistico da floresta primária. O próximo inventário está previsto para 2019 e tem como intuito detectar possiveis alterações.

## Resultados do inventário florestal de 2010
O inventário florestal teve lugar numa area florestal de 10 300 ha, dos quais 8800 ha são floresta primária e o resto floresta natural. Durante o trabalho de campo, foram inventariadas 314 parcelas amostrais cada uma com uma área de 500m2. Em cada parcela amostral foram medidas todas as árvores com um diâmetro à altura do peito (DAP) de 6 cm ou mais. 97% das 6779 arvores medidas eram faia-europeia (Fagus sylvatica L.), tendo as arvores de faia mais antigas medidas quase 500 anos. A maior árvore medida foi um Olmeiro (Ulmus glabra Huds.) com um DAP de 150 cm, enquanto a maior faia mediu 140 cm (DAP). Foram registadas 10 faias por hectare com um DAP de pelo menos 80 cm. O número de árvores vivas foi de 435 árvores por hectare com uma área basal de 36.6m2/ha e um volume de 582 m3/ha. Em contrapartida o volume de árvores mortas (caídas e em pé) registado foi de 163m3/ha. A estrutura vertical desta floresta consistia maioritariamente de três estratos. A maior parte das clareiras eram menores que a copa de uma árvore.
- Floresta primária de faia Shyrokyi Luh
- Árvores derrubadas pelo vento em Shyrokyi Luh
- Regeneração da floresta em Shyrokyi Luh
- Madeira morta em Shyrokyi Luh
- Parcela amostral em Mala Uholka
- Parcela amostral em Mala Uholka
- Floresta primária de Mala Uholka
- Regeneração florestal a seguir a derrubadas pelo vento

## Ecoturismo
Foram criados dois percursos pedestres para os visitantes da floresta primária de faia Uholka-Shyroky Luh:
1. Através da floresta primária de faia Mala Uholka (Percurso de Mala Uholka): Este percurso de 5km guia os visitantes até Druzhba (em português “Amizadde”), a mais longa gruta cárstica dos Cárpatos Ucranianos e até Karstovyi Mist (em português “Carste ou Ponte de pedra”), uma formação calcária em forma de arco.
2. Através da floresta primária de faia Velyka Uholka (Percurso Velyka Uholka): Este percurso de 4,5 km guia os visitantes até Molochnyi Kamin (em português “Pedra de leite”), uma gruta cárstica onde os humanos do paleolítico pertencentes à cultura da caça ao urso costumavam viver.